# Finnek
Finneknek (finnül suomalaiset) nevezzük Finnország lakosságát, mind földrajzi, mind történelmi értelemben.
Etnikai csoportként a meghatározás sokrétű lehet. Finnország svéd anyanyelvű lakosságát, akik jelenléte a történelmi időkre vezethető vissza, egyes definíciók a finn címszó alá sorolják. Ide sorolhatók ezen kívül a Norvégia területén élő finnek, a kvenek, a tornedáliak Svédországban, vagy az inkeri-finnek az oroszországi Inkeriföldön.
A finn népet számos csoportba lehetett osztani a beszélt dialektus szerint, azonban mára – elsősorban a migráció miatt – ezek a különbségek eltűnőfélben vannak.

## A finn nyelv
A finn nyelv finnugor nyelv, mely a régióban az észt, egyéb balti-finn, valamint a karéliai nyelvvel van közeli rokonságban.

## Genetikai rokonság
Genetikailag a finnek csoportja meglehetősen homogén, európai eredetű csoportot alkot.

## Fordítás
- Ez a szócikk részben vagy egészben  a   Finns című angol Wikipédia-szócikk ezen változatának fordításán alapul.  Az eredeti cikk szerkesztőit annak laptörténete sorolja fel. Ez a jelzés csupán a megfogalmazás eredetét és a szerzői jogokat jelzi, nem szolgál a cikkben szereplő információk forrásmegjelöléseként.